# Wikipédia en marathi
Wikipédia en marathi (en marathi : मराठी विकिपीडिया) est l’édition de Wikipédia en marathi, langue indo-aryenne parlée en Inde. L'édition est lancée le 1er mai 2003. Son code est : mr.
Au 20 mars 2025, l'édition en marathi contient 99 607 articles et compte 169 177 contributeurs, dont 294 contributeurs actifs et 10 administrateurs.

## Présentation

Aire de diffusion du marathi.

## Statistiques
- Le 31 octobre 2016, l'édition en marathi compte 44 856 articles et 68 737 utilisateurs enregistrés[2], ce qui en fait la 83e[3] édition linguistique de Wikipédia par le nombre d'articles et la 58e[4] par le nombre d'utilisateurs enregistrés, parmi les 295 éditions linguistiques actives.
- Le 15 octobre 2022, elle contient 87 422 articles et compte 147 431 contributeurs, dont 222 contributeurs actifs et 10 administrateurs.
- Le 16 août 2024, elle contient 97 508 articles et compte 164 691 contributeurs, dont 160 contributeurs actifs et 10 administrateurs.